# Rock'n Roller
Rock 'n' Roller es un videojuego de tipo arcade realizado por la compañía española de videojuegos Topo Soft en 1988 para los ordenadores de la época Sinclair ZX Spectrum, MSX, Amstrad CPC y PC
En este juego manejas un automóvil del tipo buggy
La misión principal es recoger las seis piezas de un buggy que se encuentran ocultas tras unas interrogaciones. Pero no solo puede haber piezas tras estos símbolos, sino también algún coche extra, bidones de fuel o vehículos enemigos. También hay minas que destruirán tu coche al menor contacto, baches y manchas de aceite que te hacen perder el control momentáneamente; puentes que se destruyen tras el paso del coche; caminos pedregosos que impiden ser cruzados a gran velocidad; y semáforos, que deben ser cruzados respetando las normas de circulación o te destruirán. También son un problema la aparición de coches kamikaze, helicópteros y jeeps armados con misiles y la limitación de combustible. A favor, la única opción de defensa de que se dispone son barreras de humo que confundirán a los perseguidores.
Este juego está fuertemente inspirado en el clásico Rally X de Namco y su calidad técnica es bastante buena poseyendo unos gráficos, scroll multidireccional y jugabilidad muy notables.

## Autores
- Programa: Rafael Gómez.
- Gráficos: Roberto Potenciano Acebes, Alfonso Fernández Borro
- Música: César Astudillo (Gominolas)
- Producción: Gabriel Nieto.